# Alfonso González Archundía
Alfonso González Archundía, né le 14 juin 1934 à Mexico, est un ancien arbitre mexicain de football. Il fut arbitre international dès 1967. Il arrêta en 1984.

## Carrière
Il a officié dans des compétitions majeures : 
- Coupe du monde de football de 1974 (1 match)
- Coupe du monde de football de 1978 (1 match)